# Afszarowie
Afszarowie – lud turecki zamieszkujący Iran (sześć enklaw: na północ od jeziora Urmia, na południe od miasta Zandżan, na zachód od miasta Hamadan, a także w północnej i południowej części kraju) oraz Afganistan, prawdopodobnie także Turcję. Wyznają islam w odmianie szyickiej. Afszarowie w Iranie prowadzą półosiadły tryb życia, częściowo zajmują się prymitywnym rolnictwem. Natomiast Afszarowie afgańscy mieszkają w miastach (zwł. w Kabulu i Kandaharze) oraz osadach podmiejskich. Afszarowie z Afganistanu są dwujęzyczni, w kontaktach z innymi używają języka farsi, natomiast w domu mówią we własnym języku narodowym. Istnieje również podgrupa afgańskich Afszarów (tzw. Kyzylbaszi), która nie zna już języka afszarskiego. Kultura tego narodu nie była bliżej badana.